# Großer Preis von Kanada 2002
Der Große Preis von Kanada 2002 (offiziell XL Grand Prix Air Canada) fand am 9. Juni auf dem Circuit Gilles-Villeneuve in Montreal statt und war das achte Rennen der Formel-1-Weltmeisterschaft 2002.

## Berichte

### Hintergrund
Nach dem Großen Preis von Monaco führte Michael Schumacher in der Fahrerwertung mit 33 Punkten vor Ralf Schumacher und Juan Pablo Montoya. In der Konstrukteurswertung führte Ferrari mit 18 Punkten vor Williams-BMW und mit 48 Punkten vor McLaren-Mercedes.
In der Woche vor dem Rennen testeten alle Formel-1-Teams – mit Ausnahme von Minardi – in Silverstone. Aufgrund der sich ändernden Wetterbedingungen war es allerdings schwierig, etwas aus den Zeiten herauszulesen. Ferrari testete zusätzlich noch in Monza, während BAR eine private Sitzung auf dem Circuit Paul Ricard in Frankreich abhielt, um die neuen Komponenten zu testen. Minardi führte einen zweitägigen Test in Vairano durch.
Mit Michael Schumacher (viermal) und Ralf Schumacher (einmal) traten zwei ehemalige Sieger zu diesem Grand Prix an.

### Training
Vor dem Rennen am Sonntag fanden vier Trainingssitzungen statt, jeweils zwei am Freitag und Samstag. Die Sitzungen am Freitagmorgen und -nachmittag dauerten jeweils eine Stunde; die dritte und vierte Sitzung am Samstagmorgen dauerte jeweils 45 Minuten.
Am Freitag fuhr David Coulthard die schnellste Runde, gefolgt von Montoya und Michael Schumacher. Am Samstag fuhr dann Michael Schumacher die Bestzeit, gefolgt von Montoya und Rubens Barrichello.

### Qualifying
Das Qualifying am Samstagnachmittag dauerte eine Stunde. Jeder Fahrer war auf zwölf Runden begrenzt, wobei die Startreihenfolge durch die schnellsten Runden der Fahrer bestimmt wurde. Während dieser Sitzung war die 107-Prozent-Regel in Kraft, die erforderte, dass jeder Fahrer eine Zeit innerhalb von 107 % der schnellsten Runde aufstellte, um sich für das Rennen zu qualifizieren.
Montoya im Williams sicherte sich seine dritte Pole-Position der Saison und die sechste seiner Karriere. Montoya fuhr eine 1:12,836 Minuten und schlug damit den WM-Führenden Michael Schumacher um 0,182 Sekunden. Montoya war auch der einzige Fahrer, der die 1:13-Marke durchbrach. Schumachers Chance, sich am Ende der Session zu revanchieren, wurde durch ein paar Regentropfen, die ein oder zwei Teile der Strecke beeinträchtigten, zunichtegemacht. Montoya sagte anschließend: „Das Auto war bisher sehr konkurrenzfähig und die Reifen spielen eine sehr wichtige Rolle. Es wird morgen ein interessantes Rennen, bei dem Strategie und Reifen wichtige Faktoren sein werden.“
Michael Schumachers Teamkollege Barrichello wurde trotz eines Unfalls während des letzten freien Trainings am Samstagmorgen und eines Drehers gegen Ende des Qualifyings Dritter. Er startete knapp vor den Michelin-Fahrern Ralf Schumacher und Kimi Räikkönen. Ralf Schumacher, der Sieger des vorangegangenen Großen Preises von Kanada, hatte ein technisches Problem, was dazu führte, dass er auf das für Montoya eingestellte Ersatzauto umsteigen musste. Ralf sagte: „Das T-Auto wurde für Juan aufgebaut, aber ich habe es trotzdem geschafft, das Beste daraus zu machen. Ich bin zuversichtlich für das Rennen, auch weil ich mir sicher bin, dass Michelin hier konkurrenzfähig ist.“
Coulthard im McLaren und Jarno Trulli im Renault waren die anderen Michelin-Fahrer, die die Top 10 knackten. Jenson Button führte die verbleibenden Michelin-Fahrer vor Eddie Irvine, Pedro de la Rosa, Mika Salo, Allan McNish, Mark Webber und Alex Yoong an. de la Rosa musste eine schnelle Runde wegen eines Drehers abbrechen. Yoong konnte die letzte von vier Qualifikationsrunden nicht absolvieren, weil er wegen eines technischen Problems von der Strecke abkam.
Lokalmatador Jacques Villeneuve startete im BAR als Neunter, seiner besten Startposition der Saison. Der Italiener Giancarlo Fisichella erzielte seine erste Top-6-Qualifikationsleistung der Saison, während sich sein Teamkollege Takuma Satō wegen eines spektakulären Motorschadens nicht verbessern konnte.

### Warm Up
Im Warm Up war Michael Schumacher der Schnellste. Barrichello platzierte sich dann vor Ralf Schumacher.

### Rennen
Montoya gewann den Start und führte in der ersten Haarnadelkurve. Barrichello war Zweiter vor Michael Schumacher. Räikkönen rückte vor Ralf Schumacher auf den vierten Platz vor, während ein guter Start Coulthard vor Nick Heidfeld und Fisichella brachte. Montoyas Führung hielt jedoch nur für die erste Runde, als der Kolumbianer sich in der letzten Schikane verbremste, was Barrichello zum Überholen nutzte. Der Ferrari-Pilot baute seinen Vorsprung allmählich aus, aber da der Brasilianer auf eine Zwei-Stopp-Strategie setzte, musste er einen komfortablen Vorsprung rausfahren, um nach den Stopps wieder vorne zu sein. Seine Strategie ging jedoch in Runde 15 in Rauch auf, als das Safety-Car für Villeneuves gestrandeten BAR eingesetzt wurde, dessen Motor ausgefallen war.
Montoya nutzte die Safety-Car-Phase um seinen ersten Stopp einzulegen und war anschließend Fünfter, während Barrichello an der Spitze blieb. Das Schicksal schien dem Kolumbianer jedoch zu helfen, als er Räikkönen und Ralf Schumacher schnell überholen konnte, nachdem sich die beiden in der letzten Schikane gegenseitig behindert hatten. Barrichello machte seinen ersten Stopp in Runde 26 und fiel weit zurück, während Michael Schumacher die Führung bis zu seinem Stopp 12 Runden später übernahm. Dadurch konnte Montoya zum zweiten Mal wieder die Führung übernehmen, aber Schumacher kam mit nur 3,6 Sekunden Rückstand wieder ins Rennen, wobei der Williams-Pilot noch einen weiteren Stopp einlegen musste. Das tat er 14 Runden später, aber er konnte sein leichteres Auto nicht ausnutzen und kam fast neun Sekunden hinter Michael Schumacher zurück auf die Strecke. Montoya hatte jedoch keine Chance auf einen echten Kampf um die Spitze, da der problematische BMW-Antrieb den Williams-Piloten zu einem frühen Ausscheiden zwang. Sowohl die Sauber-Piloten als auch Salo von Toyota erhielten eine Durchfahrtsstrafe für zu schnelles Fahren in der Boxengasse, während Yoong aus demselben Grund eine 10-Sekunden-Stop-and-Go-Strafe erhielt.
Michael Schumacher gewann schlussendlich das Rennen. Coulthard wurde Zweiter, nachdem der Schotte bei den Boxenstopps sowohl Barrichello als auch Räikkönen überholt hatte. Der Brasilianer fand keinen Weg mehr an Coulthard vorbei und musste sich mit dem dritten Platz auf dem Podium begnügen, während Räikkönen mit 30 Sekunden Rückstand den vierten Platz belegte. Fisichella belegte zum dritten Mal in Folge den fünften Platz, Trulli holte sich den letzten Punkt. Williams miserabler Tag endete damit, dass Ralf Schumachers Benzinschlauch während seines Boxenstopps versagte, was einen weiteren Besuch an der Box erforderlich machte und ihn auf den siebten Platz zurückfallen ließ. Nachdem Olivier Panis keinen der vorangegangenen sieben Grand Prix beenden konnte, holte er sich einen Moralschub mit der Zielankunft auf dem achten Platz.
Für Ferrari war es der 150. Formel-1-Sieg.
Sowohl in der Fahrer- als auch in der Konstrukteurswertung blieben die ersten drei Positionen unverändert. Michael Schumacher konnte seinen Vorsprung auf die beiden Verfolger Montoya und Ralf Schumacher weiter ausbauen.

## Meldeliste
| Team                       | Nr. | Fahrer                | Chassis        | Motor                 | Reifen |
| -------------------------- | --- | --------------------- | -------------- | --------------------- | ------ |
| Scuderia Ferrari Marlboro  | 01  | Michael Schumacher    | Ferrari F2002  | Ferrari 3.0 V10       | B      |
| Scuderia Ferrari Marlboro  | 02  | Rubens Barrichello    | Ferrari F2002  | Ferrari 3.0 V10       | B      |
| West McLaren Mercedes      | 03  | David Coulthard       | McLaren MP4-17 | Mercedes-Benz 3.0 V10 | M      |
| West McLaren Mercedes      | 04  | Kimi Räikkönen        | McLaren MP4-17 | Mercedes-Benz 3.0 V10 | M      |
| BMW.WilliamsF1 Team        | 05  | Ralf Schumacher       | Williams FW24  | BMW 3.0 V10           | M      |
| BMW.WilliamsF1 Team        | 06  | Juan Pablo Montoya    | Williams FW24  | BMW 3.0 V10           | M      |
| Sauber Petronas            | 07  | Nick Heidfeld         | Sauber C21     | Petronas 3.0 V10      | B      |
| Sauber Petronas            | 08  | Felipe Massa          | Sauber C21     | Petronas 3.0 V10      | B      |
| DHL Jordan Honda           | 09  | Giancarlo Fisichella  | Jordan EJ12    | Honda 3.0 V10         | B      |
| DHL Jordan Honda           | 10  | Takuma Satō           | Jordan EJ12    | Honda 3.0 V10         | B      |
| Lucky Strike BAR Honda     | 11  | Jacques Villeneuve    | BAR 004        | Honda 3.0 V10         | B      |
| Lucky Strike BAR Honda     | 12  | Olivier Panis         | BAR 004        | Honda 3.0 V10         | B      |
| Mild Seven Renault F1 Team | 14  | Jarno Trulli          | Renault R202   | Renault 3.0 V10       | M      |
| Mild Seven Renault F1 Team | 15  | Jenson Button         | Renault R202   | Renault 3.0 V10       | M      |
| Jaguar Racing              | 16  | Eddie Irvine          | Jaguar R3      | Ford Cosworth 3.0 V10 | M      |
| Jaguar Racing              | 17  | Pedro de la Rosa      | Jaguar R3      | Ford Cosworth 3.0 V10 | M      |
| Orange Arrows Cosworth     | 20  | Heinz-Harald Frentzen | Arrows A23     | Ford Cosworth 3.0 V10 | B      |
| Orange Arrows Cosworth     | 21  | Enrique Bernoldi      | Arrows A23     | Ford Cosworth 3.0 V10 | B      |
| KL Minardi Asiatech        | 22  | Alex Yoong            | Minardi PS02   | Asiatech 3.0 V10      | M      |
| KL Minardi Asiatech        | 23  | Mark Webber           | Minardi PS02   | Asiatech 3.0 V10      | M      |
| Panasonic Toyota Racing    | 24  | Mika Salo             | Toyota TF102   | Toyota 3.0 V10        | M      |
| Panasonic Toyota Racing    | 25  | Allan McNish          | Toyota TF102   | Toyota 3.0 V10        | M      |

## Klassifikationen

### Qualifying
| Pos.                                                                        | Fahrer                | Konstrukteur     | Zeit     | Start |
| --------------------------------------------------------------------------- | --------------------- | ---------------- | -------- | ----- |
| 01                                                                          | Juan Pablo Montoya    | Williams-BMW     | 1:12,836 | 01    |
| 02                                                                          | Michael Schumacher    | Ferrari          | 1:13,018 | 02    |
| 03                                                                          | Rubens Barrichello    | Ferrari          | 1:13,280 | 03    |
| 04                                                                          | Ralf Schumacher       | Williams-BMW     | 1:13,301 | 04    |
| 05                                                                          | Kimi Räikkönen        | McLaren-Mercedes | 1:13,898 | 05    |
| 06                                                                          | Giancarlo Fisichella  | Jordan-Honda     | 1:14,132 | 06    |
| 07                                                                          | Nick Heidfeld         | Sauber-Petronas  | 1:14,139 | 07    |
| 08                                                                          | David Coulthard       | McLaren-Mercedes | 1:14,385 | 08    |
| 09                                                                          | Jacques Villeneuve    | BAR-Honda        | 1:14,564 | 09    |
| 10                                                                          | Jarno Trulli          | Renault          | 1:14,688 | 10    |
| 11                                                                          | Olivier Panis         | BAR-Honda        | 1:14,713 | 11    |
| 12                                                                          | Felipe Massa          | Sauber-Petronas  | 1:14,823 | 12    |
| 13                                                                          | Jenson Button         | Renault          | 1:14,854 | 13    |
| 14                                                                          | Eddie Irvine          | Jaguar-Cosworth  | 1:14,882 | 14    |
| 15                                                                          | Takuma Satō           | Jordan-Honda     | 1:14,940 | 15    |
| 16                                                                          | Pedro de la Rosa      | Jaguar-Cosworth  | 1:15,089 | 16    |
| 17                                                                          | Enrique Bernoldi      | Arrows-Cosworth  | 1:15,102 | 17    |
| 18                                                                          | Mika Salo             | Toyota           | 1:15,111 | 18    |
| 19                                                                          | Heinz-Harald Frentzen | Arrows-Cosworth  | 1:15,115 | 19    |
| 20                                                                          | Allan McNish          | Toyota           | 1:15,321 | 20    |
| 21                                                                          | Mark Webber           | Minardi-Asiatech | 1:15,508 | 21    |
| 22                                                                          | Alex Yoong            | Minardi-Asiatech | 1:17,347 | 22    |
| 107-Prozent-Zeit: 1:17,935 min (bezogen auf die Bestzeit von 1:12,836 min.) |                       |                  |          |       |

### Rennen
| Pos. | Fahrer                | Konstrukteur     | Runden | Stopps | Zeit        | Start | Schnellste Runde |
| ---- | --------------------- | ---------------- | ------ | ------ | ----------- | ----- | ---------------- |
| 01   | Michael Schumacher    | Ferrari          | 70     | 1      | 1:33:36,111 | 02    | 1:15,971 (37.)   |
| 02   | David Coulthard       | McLaren-Mercedes | 70     | 1      | + 1,132     | 08    | 1:16,369 (69.)   |
| 03   | Rubens Barrichello    | Ferrari          | 70     | 2      | + 7,082     | 03    | 1:16,100 (21.)   |
| 04   | Kimi Räikkönen        | McLaren-Mercedes | 70     | 1      | + 37,563    | 05    | 1:16,553 (70.)   |
| 05   | Giancarlo Fisichella  | Jordan-Honda     | 70     | 1      | + 42,812    | 06    | 1:16,658 (44.)   |
| 06   | Jarno Trulli          | Renault          | 70     | 1      | + 48,947    | 10    | 1:17,128 (68.)   |
| 07   | Ralf Schumacher       | Williams-BMW     | 70     | 2      | + 51,518    | 04    | 1:16,446 (57.)   |
| 08   | Olivier Panis         | BAR-Honda        | 69     | 1      | + 1 Runde   | 11    | 1:17,202 (38.)   |
| 09   | Felipe Massa          | Sauber-Petronas  | 69     | 2      | + 1 Runde   | 12    | 1:17,017 (38.)   |
| 10   | Takuma Satō           | Jordan-Honda     | 69     | 2      | + 1 Runde   | 15    | 1:17,336 (67.)   |
| 11   | Mark Webber           | Minardi-Asiatech | 69     | 1      | + 1 Runde   | 21    | 1:17,807 (67.)   |
| 12   | Nick Heidfeld         | Sauber-Petronas  | 69     | 3      | + 1 Runde   | 07    | 1:17,265 (68.)   |
| 13   | Heinz-Harald Frentzen | Arrows-Cosworth  | 69     | 2      | + 1 Runde   | 19    | 1:17,892 (32.)   |
| 14   | Alex Yoong            | Minardi-Asiatech | 68     | 2      | + 2 Runden  | 22    | 1:18,466 (32.)   |
| 15   | Jenson Button         | Renault          | 65     | 1      | DNF         | 13    | 1:17,747 (33.)   |
| –    | Juan Pablo Montoya    | Williams-BMW     | 56     | 2      | DNF         | 01    | 1:15,960 (50.)   |
| –    | Allan McNish          | Toyota           | 45     | 1      | DNF         | 20    | 1:18,263 (38.)   |
| –    | Eddie Irvine          | Jaguar-Cosworth  | 41     | 1      | DNF         | 14    | 1:17,813 (38.)   |
| –    | Mika Salo             | Toyota           | 41     | 3      | DNF         | 18    | 1:17,539 (28.)   |
| –    | Pedro de la Rosa      | Jaguar-Cosworth  | 29     | 1      | DNF         | 16    | 1:18,964 (28.)   |
| –    | Enrique Bernoldi      | Arrows-Cosworth  | 16     | 2      | DNF         | 17    | 1:19,125 (13.)   |
| –    | Jacques Villeneuve    | BAR-Honda        | 8      | 0      | DNF         | 09    | 1:20,084 (05.)   |

## WM-Stände nach dem Rennen
Die ersten sechs des Rennens bekamen 10, 6, 4, 3, 2 bzw. 1 Punkt(e).

### Fahrerwertung
| Pos. | Fahrer               | Konstrukteur     | Punkte |
| ---- | -------------------- | ---------------- | ------ |
| 01   | Michael Schumacher   | Ferrari          | 70     |
| 02   | Ralf Schumacher      | Williams-BMW     | 27     |
| 03   | Juan Pablo Montoya   | Williams-BMW     | 27     |
| 04   | David Coulthard      | McLaren-Mercedes | 26     |
| 05   | Rubens Barrichello   | Ferrari          | 16     |
| 06   | Jenson Button        | Renault          | 8      |
| 07   | Kimi Räikkönen       | McLaren-Mercedes | 7      |
| 08   | Giancarlo Fisichella | Jordan-Honda     | 6      |
| 09   | Nick Heidfeld        | Sauber-Petronas  | 5      |
| 10   | Jarno Trulli         | Renault          | 4      |
| 11   | Eddie Irvine         | Jaguar-Cosworth  | 3      |

| Pos. | Fahrer                | Konstrukteur     | Punkte |
| ---- | --------------------- | ---------------- | ------ |
| 12   | Felipe Massa          | Sauber-Petronas  | 3      |
| 13   | Mark Webber           | Minardi-Asiatech | 2      |
| 14   | Mika Salo             | Toyota           | 2      |
| 15   | Heinz-Harald Frentzen | Arrows-Cosworth  | 2      |
| 16   | Jacques Villeneuve    | BAR-Honda        | 0      |
| 17   | Allan McNish          | Toyota           | 0      |
| 18   | Alex Yoong            | Minardi-Asiatech | 0      |
| 19   | Pedro de la Rosa      | Jaguar-Cosworth  | 0      |
| 20   | Olivier Panis         | BAR-Honda        | 0      |
| 21   | Takuma Satō           | Jordan-Honda     | 0      |
| 22   | Enrique Bernoldi      | Arrows-Cosworth  | 0      |

### Konstrukteurswertung
| Pos. | Konstrukteur     | Punkte |
| ---- | ---------------- | ------ |
| 01   | Ferrari          | 86     |
| 02   | Williams-BMW     | 54     |
| 03   | McLaren-Mercedes | 33     |
| 04   | Renault          | 12     |
| 05   | Sauber-Petronas  | 8      |
| 06   | Jordan-Honda     | 6      |

| Pos. | Konstrukteur     | Punkte |
| ---- | ---------------- | ------ |
| 07   | Jaguar-Cosworth  | 3      |
| 08   | Minardi-Asiatech | 2      |
| 09   | Toyota           | 2      |
| 10   | Arrows-Cosworth  | 2      |
| 11   | BAR-Honda        | 0      |